# Iglesia de San Diego (La Unión)
 La Parroquia de San Diego está ubicada en el distrito de San Diego, en el cantón de La Unión, en la provincia de Cartago; constituye una de las iglesias católicas más modernas de Costa Rica.

## San Diego de Alcalá
La Parroquia de San Diego está dedicada al santo patrono que le brinda el patrocinio y protección y que gracias a él nuestro pueblo toma el nombre de San Diego.
Fray de San Diego, nace en el puerto de Sevilla en San Nicolás, España. Pertenecía a una familia de condición humilde; desde muy joven colabora con un sacerdote por varios años, emergiendo su iniciativa en la vida espiritual. Más tarde ingresa a la Orden Franciscana, donde toma los hábitos de Fraile. En el año de 1441 es enviado a evangelizar a las Islas Canarias, donde fundó con ayuda de otros franciscanos El Convento de Fuenteventura, donde permaneció casi siete años. En 1447 regresa a España y forma parte del Convento Franciscano de Sevilla. En 1450 viaja a Roma para asistir a la Canonización de San Bernardo de Sena, y lo sorprende una epidemia de peste y tuvo que permanecer en el Convento de Santa María de Ara Coeli, donde dejó edificados a todos por las maravillas de su ardiente caridad y paciencia. Más tarde San Diego junto con once hermanos franciscanos viajan a Alcalá donde pasa sus últimos siete años, donde fue jardinero y hortelano y luego portero del Convento.  Es muy notable ver los retratos de San Diego, con el hábito recogido y lleno de rosas lo que denota un hombre viajero y un jardinero que se ganó el amor de los pobres y el respeto de un arzobispo.
San Diego muere el sábado 12 de noviembre de 1463, pidiendo en su transe de muerte perdón a sus hermanos y oraciones para dejar en paz la tierra; además imploró un hábito y un cordón.
Luego de que lo veneraran fue sepultado y cinco días después el Padre Peñalver guardián del convento, con ayuda de un hermano, fue a desenterrarlo movido de celestial inspiración y hallaron a Fray San Diego sin señales de descomposición después de cinco días de muerto y tres de sepultado. Ante esta circunstancia comenzó de inmediato el proceso de canonización, pero se paralizó y por las muestras de incorruptibilidad le mantuvieron; más tarde se fueron observando muchos milagros que este Santo fue concediendo. Por ende, el 2 de julio de 1588 se realizó el proceso de canonización y de acuerdo al Eco Católico (2014, p. 24) "se convirtió en el primer santo español de la Edad Moderna"
Cada 13 de noviembre feligreses de la Parroquia de San Diego se reúne para elevar súplicas, alabanzas y acciones de gracias por todo lo que ha dado como intercesión de nuestro Santo San Diego. Además, se celebran las Fiestas Patronales en honor a su Santo Patrono

## Historia
Antes de 1990 lo que hoy conocemos como La Parroquia de San Diego constituía una filial de la Parroquia Nuestra Señora del Pilar en Tres Ríos, pero debido al notable crecimiento de los distritos San Juan y San Diego; el Pbro. Heliodoro Granja tuvo la iniciativa de fundar un Centro de Animación Pastoral en San Diego, nombrándose como primer administrador al Presbítero Gerardo Brenes, quien empezó a organizar un nuevo centro planificando el territorio y contribuyendo a consolidar una identidad entre las comunidades de la nueva segregación.
El 1° de enero de 1995 el Pbro. Walter Arce Ulate es nombrado segundo administrador y elevar la iglesia como Parroquia de San Diego el 13 de noviembre de ese mismo año, la cual está constituida por las comunidades de San Diego, Santiago del Monte, Calle Girales, Calle Mesén, Villas de Ayarco, Montufar y San Juan.
El Padre Walter Arce Ulate conjuntamente con los Vicarios el Pbro. Melvin Rodríguez y el Padre Jorge Zamora, trabajaron para cimentar una organización pastoral más sólida y dividieron el trabajo en tres Pastorales áreas: Litúrgica, Profética y Social, también nombraron coordinadores en cada Filial; lo que fue un despertar pastoral más eficiente y organizado. Se logró construir una Casa Cural, además se remodeló El Templo de Santiago del Monte y se inició la construcción de los Templos de Calle Girales, Montufar y Villas de Ayarco. En Calle Mesén se levantaron salones para Catequesis y se luchó por la adquisición de un terreno idóneo para la construcción de un nuevo Templo Parroquial.
El 16 de enero de 2003 se nombró como Cura Párroco al Pbro. Jaime Gutiérrez, quien por motivos de salud no pudo asumir el cargo. Por consiguiente, el Pbro. Edgar Muñoz Fonseca es nombrado Administrador Parroquial mientras se recuperaba el titular; no obstante, el 29 de septiembre de 2003 se nombra oficialmente al Pbro. Edgar Muñoz como Párroco con todas las potestades y con la única salvedad de no iniciar la construcción del nuevo templo hasta que se revisaran los anteproyectos que se habían presentado.
Por lo tanto, el Padre Edgar se dedicó a reorganizar toda la estructura pastoral, que a pesar de los frutos ya dados se encontraba un poco desgastada, cuyo principal objetivo era crear conciencia de que todas las filiales eran una sola parroquia, porque estaban muy aisladas y el hecho de crear un nuevo Templo en San Diego no implicaba que solo fuese de interés para San Diego centro sino para todas las filiales.
El 9 de junio de 2004 Monseñor Hugo Barrantes Ureña obispo de la Arquidiócesis de San José, aprueba el proyecto del nuevo Templo Parroquial desechando la idea original del primer arquitecto.

### Construcción
Los contratos del primer arquitecto se desecharon y por sugerencia del Obispo se contrató al arquitecto Paúl Barboza Agüero, quien tenía experiencia en el diseño de iglesias y la clara visión de la nueva estética.
El 27 de julio de 2005 se celebró una misa para pedir a Dios por los trabajos de la construcción; que iniciaron con el trazado del terreno y la construcción de la bodega el 1º de agosto del 2005, con un capital de 15 millones de colones. Se tuvieron varias etapas durante el proyecto, se inició con las zanjas, las chorreas, y luego se empezaron a llenar las zanjas que mostraban ya las varillas. Más tarde vinieron las paredes de block y el templo iba tomando forma, los arcos de las ventanas y de las puertas poco a poco fueron mostrándose. Posteriormente se chorreó el piso y se definió las área del presbítero, pero un elemento que sobresalió fue el hoyo de la Piscina Bautismal.
Cuando la edificación tomó altura se empezó a chorrear las vigas que coronaban las paredes y se empezó el techo. Finalmente se terminó el techo y se pudo celebrar la primera Vigilia Pascual el sábado santo del año 2007.
Luego se pusieron los pisos de porcelanato, se cubrió el presbiterio con alfombra, se enchapó la pila bautismal con mármol, las ventanas se fueron adornando con pasajes de la vida de Jesús y se colocaron inmensos cuadros de íconos bizantinos que se revelaron en la Vigilia Pascual del 2008; en el que por primera vez se bautizaron niños y adultos.
Pero todavía una parte importante faltaba, lo que era la cruz exterior de 32 metros, para darle una señal a la carretera de Florencio del Castillo.

### Detalles y estructura
Con base a las explicaciones del Pbro. Edgar Muñoz, este templo pretende mantener el sentido de Asamblea, por eso es una inmensa nave sin columnas de forma octagonal; que nos permite mirarnos las caras, superando el concepto clásico de batallón; además nos recuerda que la vida vuelve a comenzar renovada cada ocho días.
Al llegar al templo, somos recibidos por una escalinata de seis gradas de las que a cada lado surgen 6 columnas, que además de dar la impresión de que sostienen toda la estructura, simbolizan a los 12 apóstoles sobre los cuales se sostiene toda la estructura de la Iglesia, se abren en forma de abrazo para dar la acogida al que llega, ellas sostienen 6 arcos que simbolizan el cielo.
Una vez subidas las gradas, se entra en una especie de túnel que a pesar de ser bien amplio, simboliza el camino angosto para llegar a la luz. Este espacio funciona como un amplio atrio.
Todas las puertas están dedicadas a la Virgen, así tenemos:
•	La Anunciación.
•	La dormición de María.
•	La Asunción de la Virgen al cielo.
•	El encuentro de María con su prima Santa Isabel.
•	Nacimiento de María.
El estilo de las puertas y ventanas, será en ARTE BIZANTINO, arte tan olvidado en nuestra Iglesia occidental. Al pasar la puerta principal, encontramos la primera grada de descenso, que forma parte de siete gradas, que terminan en un ÁREA BAUTISMAL , en ellas contemplamos todo lo que cabalísticamente simboliza este número, la creación, los siete pecados capitales, la plenitud de todo lo divino,  tres, más todo lo humano, cuatro, etc. Estas siete secciones posibilitan los desniveles necesarios para plasmar mejor el sentido de asamblea en forma de anfiteatro. El corazón del templo es una piscina bautismal (en mármol), que también tiene un marco octogonal rodeado por las figuras de los cuatro evangelistas ; el ángel, el león, el águila y el toro, estos en forma de mosaico incrustados en el piso.
La piscina es una cruz con siete gradas de entrada y siete de salida. El bautizando entra a lo más profundo de su vida, que es su muerte (simbolizando la bajada a los infiernos de Nuestro Señor Jesucristo) y sale victorioso hacia la resurrección y la luz; es decir: el renacer del útero de la Madre Iglesia “Esposa de Cristo”, es el símbolo santificador que nos representa la fuente bautismal. Una gran mesa sirve de altar, pues por la forma del edificio, el recién bautizado al salir de la piscina lo recibe la mesa del alimento que le permitirá continuar viviendo para unirse a la asamblea y bendecir al Padre, haciendo referencia al gran banquete que presenta el Salmo 23: “Preparas una mesa ante mí, me unges la cabeza con perfume, mi copa reboza”. 
Las pinturas, de gran tamaño, y realizadas por los pintores Paul Damián Armesto y Vernon Graham, representan una escena central y cinco de cada lado de esta, separadas por pilastras.
•	Nacimiento (Navidad).
•	Bautismo de Jesús.
•	Transfiguración.
•	Llegada a Jerusalén.
•	La Última Cena.
•	Deposición en el Santo Sepulcro.
•	Descenso a los infiernos.
Las 15 ventanas también serán vitrales de la vida de Jesús, pero con escenas secundarias que no corresponden a la Corona Mistérica.
El Templo en su conjunto, pretende formar un cuerpo CUERPO DE CRISTO que converge todo en la cabeza (sede). La boca ocupa un lugar importantísimo, por eso la dignidad del ambón es impresionante, el vientre altar, signo de la vida, donde se alimenta el cuerpo, el útero (pila bautismal), de donde nacen los nuevos hijos, y las extremidades compuestas por la asamblea, que formando parte de este cuerpo glorioso, por medio de posturas y gestos, lo guían al encuentro definitivo con el Padre.
Cuenta con área para los ministerios musicales, un amplio confesionario de rejilla y atención personalizada, con sala de espera para el penitente.
En la parte exterior derecha, habrá una gran cruz de treinta metros de altura, que desde la autopista tendrá un ángulo de visibilidad perfecto, para anunciar a Jesucristo a todos los que por ella transiten.

## Grupos Apostólicos
La Parroquia de San Diego con el tiempo ha crecido y ha tenido que dar apertura a diferentes grupos apostólicos con el fin de que todos tengan la opción de vivir la fe, según el llamado o carisma que Dios les dé.
Ejemplos de ellos son: Las Comunidades Neocatecumenales, Matrimonios en Victoria, Ministros de la Comunión, Lectores, Caballeros del Santo Sepulcro, Monaguillos, La Legión de María, entre otros muchos.
Esta obra es una acción maravillosa del Señor, que ha hecho instrumento a muchas personas y se ha valido de la fe de tantos que la han conformado dándole un cuerpo y un mensaje al mundo entero de que la iglesia la conformamos todos, siendo nosotros los miembros y Jesucristo la cabeza. Estando más viva que nunca porque tenemos un Dios que no está muerto, sino que ha resucitado y vive entre nosotros y esta obra es signo de ello.